# Rudolf Winter-Ebmer
Rudolf Winter-Ebmer (* 25. August 1961 in Steyr, Oberösterreich) ist ein österreichischer Wirtschaftswissenschaftler und Professor für Volkswirtschaftslehre (Labour Economics) an der Johannes Kepler Universität Linz (JKU). Er leitet die Abteilung für Arbeitsmarktökonomie am Institut für Volkswirtschaftslehre und ist dort Institutsvorstand.

## Leben
Rudolf Winter-Ebmer studierte von 1981 bis 1985 Ökonomie an der JKU, an der er 1991 promoviert wurde. Bis zu seiner Habilitation im Jahr 1996 war er als Forschungs- und Universitätsassistent tätig. Neben seiner Lehre als außerordentlicher Universitätsprofessor an der JKU übernahm er mehrere Gastprofessuren im In- und Ausland – an der University of California, Berkeley (1995–1996), der Universität Graz (1998), der Universität Zürich (u. a. 1999), der Université de Paris II (2000) und der Universität Innsbruck (2001). 2003 war er „Bank-Austria-Gastprofessor“ an der Universität Wien, und begann mit seiner Tätigkeit als Forschungsprofessor am Institut für Höhere Studien (IHS) in Wien. Seit 2005 lehrt er als ordentlicher Universitätsprofessor für Labour Economics am Institut für Volkswirtschaftslehre der JKU. Er lehnte Berufungen an die Universität Graz, die WU Wien und an die National University of Ireland (Maynooth) ab. Er ist Mitglied der Deutschen Akademie der Wissenschaften (Leopoldina). Im Jahr 2011 war er Präsident der European Society for Population Economics (ESPE).  Er ist Koordinator des Forschungsnetzwerkes „Arbeitsmarkt und Wohlfahrtsstaat“, das für 6 Jahre vom Forschungsförderungsfonds finanziert wird und Arbeitsmarktökonomen aus Österreich, Deutschland und der Schweiz koordiniert, sowie Österreich-Koordinator von SHARE (Survey on Health, Ageing and Retirement in Europe). Seit 2015 leitet er das Christian-Doppler-Labor Aging, Health and the Labour Market.
Seit 2021 ist er Präsident der Nationalökonomischen Gesellschaft Österreichs.

## Arbeits- und Forschungsschwerpunkte
- Arbeitsmarktökonomie und Industrieökonomie
- Evaluierung von Wirtschafts- und Sozialpolitik
- Bevölkerungsökonomie
- Diskriminierung und Lohnbildung
- Migration
- Pensionsversicherung
- Arbeitslosigkeit
- Bildungsökonomie
- Preisbildung auf Internetmärkten

## Preise und Auszeichnungen
- Voestalpine Science Prize (2003)
- Theodor-Körner-Preis (2000)
- Oberbank Research Prize (1998)
- First Novartis Science Prize for Economics (1997)
- Research Prize of the Maria-Schaumayer-Foundation (Austrian Central Bank) for women’s studies (1995)
- Science Prize of the Chamber of Labour, Oberösterreich (1993)
- Quelle Science Prize (1993)
- Mitglied der Deutschen Akademie der Wissenschaften, Leopoldina (2010)
- Kulturpreis des Landes Oberösterreich (2013)
- Mitglied der Academia Europaea (2021)[7]